# اینول اریکسن
اینول اریکسن (دانمارکی: Ingvald Eriksen; ۳ سپتامبر ۱۸۸۴ – ۲۸ ژانویهٔ ۱۹۶۱) ژیمناست هنری اهل دانمارک بود.